# Bistum Daming
Das Bistum Daming (Taming) (lat.: Dioecesis Tamimensis, chinesisch: 天主教大名教区) ist ein in der Volksrepublik China gelegenes Bistum der römisch-katholischen Kirche. Es wird auch als Bistum Handan bezeichnet.
| Bistum Daming          |                                 |
| Basisdaten             |                                 |
| Staat                  | Volksrepublik China             |
|                        |                                 |
| Diözesanbischof        | Joseph Sun Jigen                |
|                        |                                 |
| Pfarreien              | 200 (2014 / AP 2015)            |
| Einwohner              | 65.000.000 (2010 / AP 2011)     |
| Katholiken             | 130.000 (2010/AP 2011)          |
| Anteil                 | 0,2 %                           |
| Diözesanpriester       | 93 (2010/AP 2011)               |
| Katholiken je Priester | 1.398                           |
|                        |                                 |
| Ritus                  | Römischer Ritus                 |
| Liturgiesprache        | Hochchinesisch                  |
| Kathedrale             | Kathedrale Unserer Gnadenmutter |
|                        |                                 |

Das Bistum wurde am 11. März 1935 durch Papst Pius XI. als Apostolische Präfektur von Taming gegründet und am 10. Juli 1947 durch Papst Pius XII. zum Bistum erhoben.

## Ordinarien
- Miklós Szarvas SJ, Apostolischer Präfekt von 1936 bis 1947[2]
- Gaspar Lischerong SJ, Apostolischer Administrator von 1947 bis 1972

Aufgrund der politischen Verhältnisse konnte das Bistum bis heute nicht mehr besetzt werden. Trotzdem wurden von der Chinesischen Katholisch-Patriotischen Vereinigung weitere Bischöfe eingesetzt wie zuletzt Peter Chen Bolu (1988–1993) und 1993 Stephen Yang Xiangtai. Seit 2007 ist Joseph Sun Jigen sein Koadjutor, der 2011 aus Sicht der römisch-katholischen Kirche zum Diözesanbischof aufstieg.